# Walter Appel

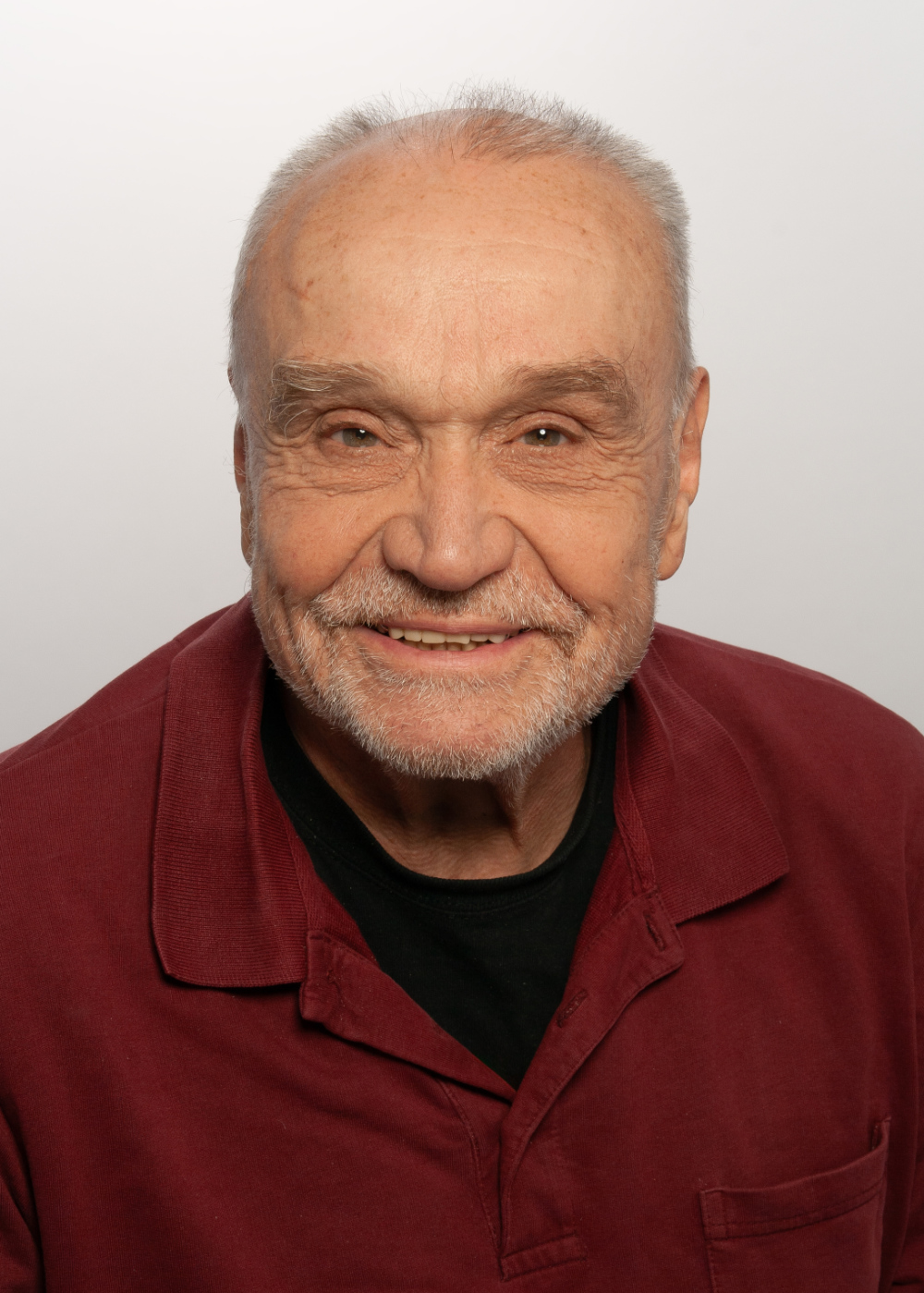
Walter Appel (August 2023)

Walter Appel (* 24. April 1948 in Seligenstadt) ist ein deutscher Schriftsteller.

## Werk
Walter Appel hat seit 1973 unter etlichen Pseudonymen wie Earl Warren und Edgar Tarbot über 1100 Romane geschrieben, hauptsächlich Heftromane (ohne Nachdrucke). Neben über hundert Jerry-Cotton-Erzählungen waren darunter Romane der Serien Fledermaus, Kommissar X, Lassiter, Professor Zamorra, Dämonenkiller sowie Romane in diversen Western- und andere, Grusel-Heftromanreihen (u. a. Vampir-Horror-Roman, Geister-Krimi & Gespenster-Krimi usw.). Appel verfasste auch zahlreiche Frauenromane sowie Frauen-Grusel-Romane – Romantic Thriller – (Pseudonyme Corinna Sandberg und Linda Warren). Unter eigenem Namen erschienen Ein Yeti am Kudamm und andere im Selbstverlag wabook-verlag.
Er lebt in Mainhausen, Hessen.
Aktuell erscheinen von ihm u. a. folgende Reihen:
Print
- Geister-Schocker (Romantruhe)
- Nachdrucke Lassiter, Jerry Cotton, Gaslicht, Irrlicht, Western Ass u. a.
- Jack Slade (aktuell)

eBooks
- Bei Amazon Kindle unter Earl Warren
- Bei beam eBooks unter Earl Warren
- Bei XinXii (Weltbild, Kobo u. a. in der Distribution) unter Earl Warren

## Werk (Auswahl)
Des Weiteren hat er in folgenden Romanreihen veröffentlicht:

### Einzelgeschichten

#### Adelsreihen
- Fürsten-Roman (Bastei-Verlag, als Corinna Sandberg)
- Herrenhäuser (Kelter-Verlag, als Corinna Sandberg)
- Königshäuser (Kelter-Verlag, als Corinna Sandberg)
- Kronen-Roman (Kelter-Verlag, als Linda Warren)

#### Western
- Silber Western (Zauberkreis-Verlag, als Hondo Latimer)[2]
- Western-Hit (Bastei-Verlag, als Jack Morton und Roy Kent)
- Wild-West-Roman (Bastei-Verlag, als Roy Kent)

#### Grusel & Horror
- Gespenster-Krimi (Bastei-Verlag, als Brian Elliot und Earl Warren)
- Geister-Western (Bastei-Verlag, als Mark Denver)
- Vampir-Horror-Roman (Erich-Pabel-Verlag als Earl Warren und Roy Kent)
- Silber-Grusel-Krimi (Zauberkreis-Verlag, als John Spider)[2]

#### Frauen-Grusel-Romane & Romantic-Thriller
- Mitternachts-Roman (Bastei-Verlag, als Linda Warren)
- Geheimnis-Roman (Bastei-Verlag, als Linda Warren)
- Gaslicht (Erich Pabel- & Kelter-Verlag, als Linda Warren)
- Irrlicht (Kelter-Verlag, als Linda Warren)[2][3]

### Serien

#### Gentec-X
1. Das Ende der Menschheit, 2005
2. Der Untergang von Chicago, 2006
3. Fluchtpunkt Amazonas, 2006
4. Der Kampf um die Erde, 2007
5. Luna-City, 2007
6. Die kosmische Föderation, 2008[4]

#### Morgana
1. Morgana, die schwarze Rose, 1985
2. Morgana und der Geist des Berges, 1985
3. Morgana und der Zaubervogel, 1985
4. Morgana und die Todesgöttin, 1985
5. Morganas Zauberfahrt, 1985

#### Roberta Lee
1. Das Schwert des Dschingis Khan, 2010
2. Showdown am Himalaja, 2010
3. Das Auge des Montezuma, 2010
4. Vulkangesang, 2010
5. Das Geheimnis der Mayas, 2011
6. Die versunkene Insel, 2011
7. Das verfluchte Pueblo, 2011

Erschienen im Kelter Verlag. Bis 2010 als eigenständige Serie und ab 2011 in der Serie "Der Abenteuer Roman

## Pseudonyme
VP = Verlagspseudonym
- Earl Warren (nunmehr als einziges und Hauptpseudonym für alle Genres)
- Linda Warren
- Heide Seebacher
- Frank Evans
- Corinna Sandberg
- Miles Kilburn
- Linda Evans
- Brian Elliot (VP)
- Robert Romen
- Frank deLorca (VP)
- Mark Denver
- Janet Farell (VP)
- Jerry Cotton (VP)
- Jason Dark (VP)
- Kojak (VP)
- Mark Baxter (VP)
- Jack Slade (VP)
- C. W. Bach (VP)
- Robert Lamont (VP)
- Carina Castello
- John Spider (VP)
- Dan Dallas
- Hondo Latimer (VP)
- Frank Reichardt (VP)
- Steve Cooper (VP)
- Roy Kent
- Edgar Tarbot
- John Cameron (VP)